# Haʻatofo
Haʻatofo ist ein Dorf im Distrikt Muʻa im Königreich Uvea, welches als Teil des französischen Überseegebiets Wallis und Futuna zu Frankreich gehört.

## Lage
Haʻatofo liegt an Ostküste des Distrikts Muʻa im Süden der Insel Uvea, die zu den Wallis-Inseln gehört. Südlich des Dorfes liegt Gahi, nördlich schließt sich Tepa an. An der Hauptstraße befindet sich eine Tankstelle für den Distrikt Muʻa.

## Bevölkerung
Im Jahr 2018 hatte es eine Bevölkerung von 197 Einwohnern.